# Galdersång till bergfadern
Galdersång till bergfadern – trzeci album demo szwedzkiego zespołu folk metalowego Otyg wydany w 1997 roku. Oficjalnie demo nigdy nie zostało wydane.

## Lista utworów
1. „Galdersång till bergfadern” – 2:04
2. „Fimbulfolket” – 2:58
3. „Trollpiskat ödemarksblod” – 2:58
4. „Ulvskrede” – 2:59
5. „Älvadimmans omdaning” – 3:09
6. „Fjällstorm” – 3:02
7. „Myrdingar - Martyrium” – 3:25
8. „Allfader vise” – 4:00
9. „Härnadståg” – 3:52
10. „Blåkullafärden” – 2:55
11. „Nordbloss och gasteld” – 2:23

## Twórcy
- Andreas Hedlund – śpiew, gitara, lutnia
- Cia Hedmark – skrzypce, śpiew
- Mattias Marklund – gitara
- Daniel Fredriksson – gitara basowa, fujarka, lutnia, drumla
- Samuel Norberg – drumla
- Stefan Strömberg – perkusja